# Tobias Menzies
Tobias Simpson Menzies (Londen, 7 maart 1974) is een Engels theater-, televisie- en filmacteur. Hij is met name bekend voor zijn rol als Frank en Jack Randall in de tv-reeks Outlander en als Prins Philip in The Crown.

## Biografie
Tobias Menzies werd in Noord-Londen geboren als de zoon van een lerares en een BBC-producer. Hij begon zijn carrière als acteur met rollen in bekende Britse series zoals Midsomer Murders en Casualty. Tussen 2005 en 2007 vertolkte hij de rol van Marcus Junius Brutus in de serie Rome van HBO. In 2013 speelde hij opnieuw een rol in een HBO-productie, ditmaal in Game of Thrones als Edmure Tully. Een jaar later kreeg hij een hoofdrol in televisieserie Outlander. Menzies speelde ook de rol van prins Philip in het derde en vierde seizoen van The Crown.